# Ходув (Малопольське воєводство)
Ходув (пол. Chodów) — село в Польщі, у гміні Харшниця Меховського повіту Малопольського воєводства.
Населення — 428 осіб (2011).
У 1975-1998 роках село належало до Келецького воєводства.

## Демографія
Демографічна структура станом на 31 березня 2011 року:
|          | Загалом | Допрацездатний вік | Працездатний вік | Постпрацездатний вік |
| -------- | ------- | ------------------ | ---------------- | -------------------- |
| Чоловіки | 212     | 49                 | 137              | 26                   |
| Жінки    | 216     | 45                 | 117              | 54                   |
| Разом    | 428     | 94                 | 254              | 80                   |